# パン

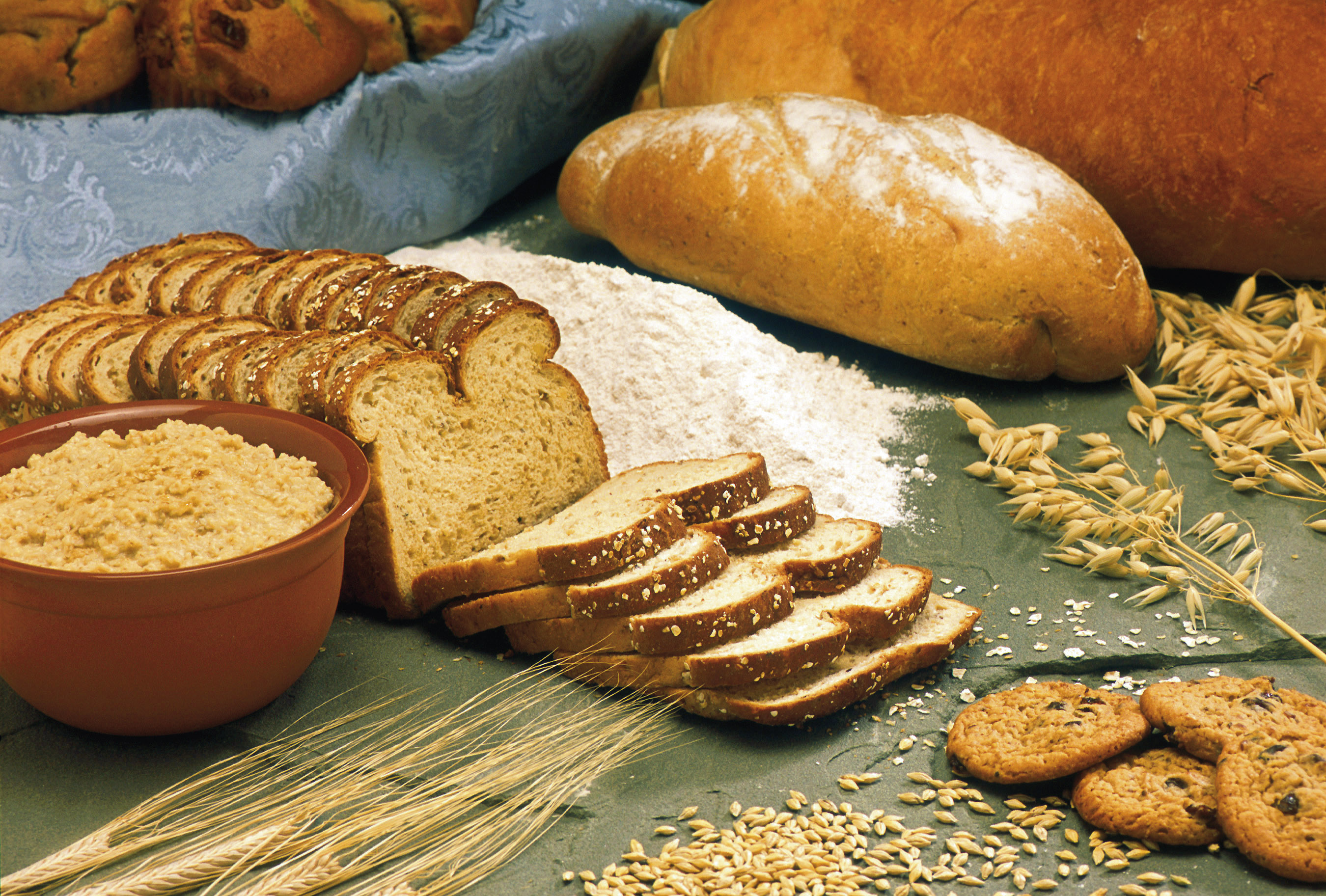
オオムギとエンバクのパン

パン（ポルトガル語: pão）とは、典型的には小麦粉やライ麦粉といった穀物粉に水、酵母、塩などを加えて作った生地を発酵により膨張させた後、焼く事でできあがる膨化食品で、世界の広い地域で主食となっている。肉類や野菜類などを挟んだもの（サンドウィッチ）も盛んに食べられている。甘いおやつ用のパン（菓子パン）もある。

## 概要

### 製造工程・分類
パンの典型的な製法は、小麦粉やライ麦粉などの穀物粉に水などを混ぜてパン生地にし、酵母かパン種をパン生地に混ぜ込んで生地を発酵させる事で（発酵の際に生じる二酸化炭素により）パン生地を膨らませ、さらにそれを加熱するというものである。
酵母とは微生物（菌類）の一種で、パンの製造にはこれを糖蜜などで培養したものを用い、これによりパンはアルコール発酵する。一方パン種とは穀物や果実などに付着している酵母その他複数の微生物を利用して作られた液状ないし生地状のものである。パン種に入っている微生物としては例えば乳酸菌や麹があり、乳酸菌が乳酸発酵する事でパンに酸味が加わる。
加熱方法は全体に熱が通るようオーブンで焼くというのが典型的だが、パンの種類によってはパン生地を平たくして焼くもの（フラットブレッド）や、蒸すもの、揚げるものもある。また発酵させずに重曹やベーキングパウダーといった化学的膨張剤の化学反応による二酸化炭素で膨らませるものもある（速成パン、クイックブレッドとも）。種無しパン、無発酵パンなどと呼ばれるパンは、そもそも膨らませる事を行わず、フラットブレッドとするものが多い。
これらを表にまとめると以下のようになる：
| 膨らませる方法                          | 加熱の方法                         | 具体例                             |
| --------------------------------------- | ---------------------------------- | ---------------------------------- |
| 酵母で発酵させる                        | オーブンなどで中まで加熱（発酵後） | 食パン、フランスパン               |
| 酵母で発酵させる                        | 平たくして加熱（発酵後）           | ピタ、ナン                         |
| 酵母で発酵させる                        | 蒸す（発酵後）                     | マントウ                           |
| 酵母で発酵させる                        | 揚げる（発酵後）                   | イーストドーナツ                   |
| パン種で発酵させる                      | オーブンなどで中まで加熱           | サワーブレッド                     |
| 膨張剤と加熱 （速成パン）               | オーブンなどで中まで加熱           | ソーダブレッド、スコーン、マフィン |
| 膨張剤と加熱 （速成パン）               | 平たくして加熱                     | ホットケーキ                       |
| 膨張剤と加熱 （速成パン）               | 蒸す                               | 蒸しパン、ボストンブラウンブレッド |
| 膨張剤と加熱 （速成パン）               | 揚げる                             | ケーキドーナツ                     |
| 高圧の二酸化炭素を減圧する              |                                    | Aerated Bread                      |
| 膨らませない （種無しパン、無発酵パン） | 平たくして加熱                     | トルティーヤ、ロティ               |
| 膨らませない （種無しパン、無発酵パン） | 揚げる                             | プーリー                           |

パン生地には味付けのために塩、砂糖、レーズン、ナッツなどを練り込んだり、別の食材を生地で包んだり生地に乗せたりするものもある。また焼き上げた後さらに加工したパンもある（焼いた後に揚げる揚げパンなど）。

## 原料の詳細

### 穀物粉

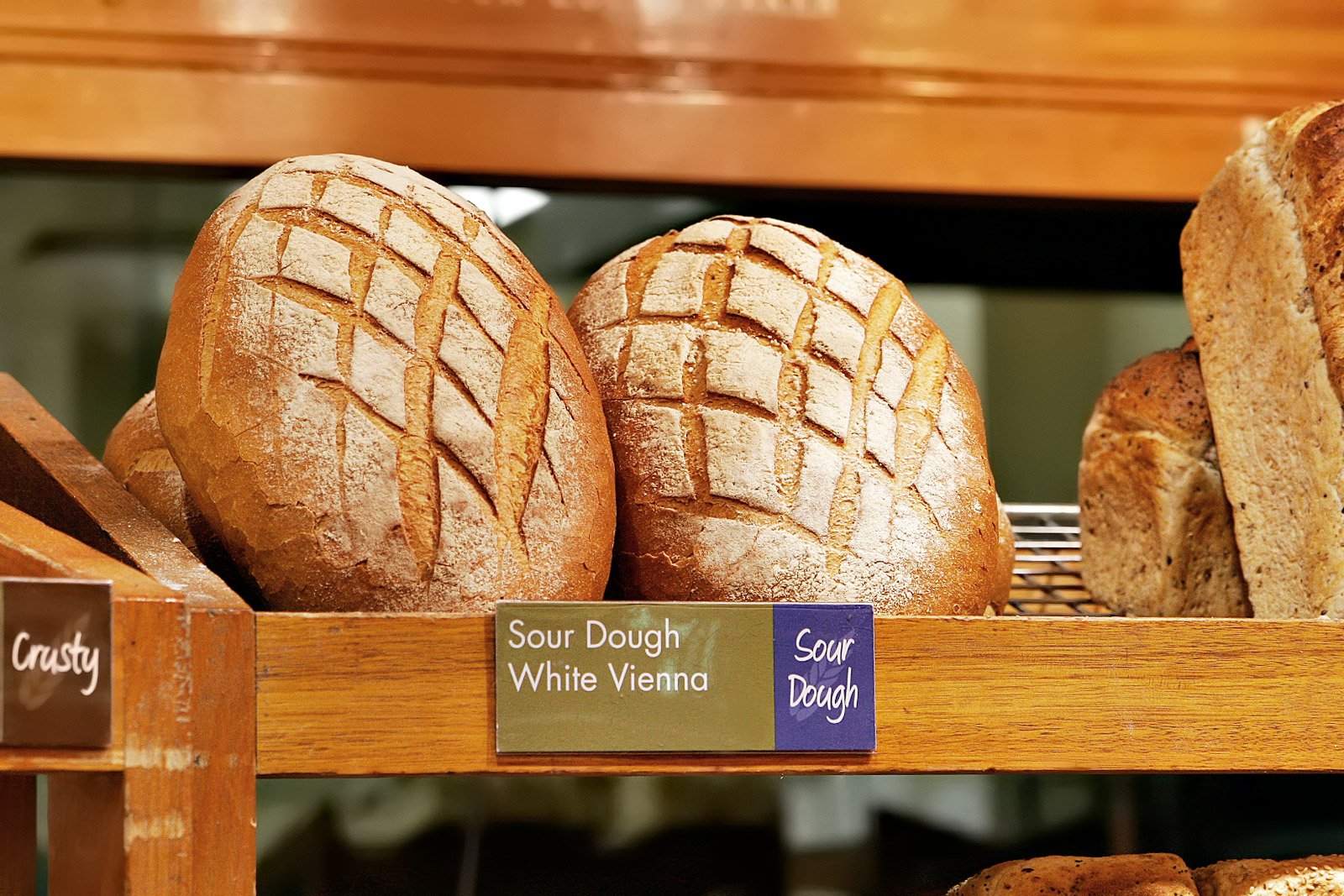
サワードウを用いたウィーン風白パン

一般的に生地に用いられる穀物粉は次のようなものがある。
- 小麦粉
- ライ麦粉
- オオムギ粉
- 麦芽粉
- トウモロコシ粉
- エンバク粉
- ソルガム粉

これらのうち、最も一般的なパン製造の材料は小麦粉である。これは、小麦粉の中にはグルテンが含まれるため、水を加えてこねることで粘りが出るうえ、酵母を使って発酵させると生地が膨らみ、柔らかく美味なパンが作れるからである。これに対しライムギの場合、ライムギはグルテンを構成するうちのグリアジンしか持っていないため酵母で膨らませられず、乳酸菌主体のサワードウによって膨らませるが、小麦粉に比べて膨らみは悪く重いパンとなる。オオムギはグルテン類をまったく持っておらず、パンは膨らまない。このほか、インドのチャパティなどのフラットブレッドの材料としてソルガム粉を用いたり、メキシコのトルティーヤのようにトウモロコシ粉を用いる他、ブラジルのポン・デ・ケイジョのキャッサバ粉、エチオピアのインジェラに用いるテフの粉など、世界各地では様々な独自の材料を用いている。
小麦粉には様々な種類があるが、パン作りに主に使用されるものは強力粉である。これは、強力粉にはグルテンが多く含まれるためよく膨らみ、ふっくらとしたパンを作ることができるためである。これに対し、あまり膨らませる必要がなくどっしりとしたフランスパンなどを作る際には、強力粉より1%ほどタンパク質の少ない準強力粉（フランス粉）が使用される。また、主に穀物粉の違いにより、白パン（おもに精製後の小麦粉）、黒パン（ライ麦粉）、茶色パン（全粒粉など）などの呼び名もある。
なお、世界ではあまり一般的ではないが、近年、日本においては、米農家の農業団体などからの宣伝や働きかけにより、米粉から作られる米粉パンもじわじわと増えてきている。

### 酵母
出芽酵母（イースト）は、小麦による発酵パンを作る際には必須の材料である。パン作りに使用される酵母は大きく分けて、工業生産された酵母と自家採捕した酵母（天然酵母）とに分けられる。工業生産されたイーストは、生イースト、ドライイースト、インスタントドライイーストの3種からなる。生イーストは一週間ほどで使用期限が過ぎてしまうため、乾燥させて長期保存が可能なドライイーストが作られた。さらに予備発酵過程が不要で直接粉に混ぜ込めるインスタントドライイーストが開発された。ライ麦の場合には上記のように、乳酸菌と酵母を主体に複数の微生物を共培養させた伝統的なパン種である自家酵母種のサワードウが使われる。自家酵母種にはほかにもアンパンなどに使われるコメと麹で作る酒種や、ホップ種、ヨーグルト種、レーズン種、ビールパンに用いられるビール酵母など、様々な酵母種が存在する。なお、パン生地の発酵過程においては環境中の常在（人為添加されていない）乳酸菌は食味を改善する重要な働きをしている。
|          |        |              |
| 予備発酵 | 発酵後 | 後にProofing |

なお、膨張剤に酵母を使う以外に、ベーキングパウダーなどの化学的な膨張剤で発酵させる速成パン、サワードウを使うサワードウパン、自然発酵に近い種無しパン（フラットブレッドなど）がある。

### その他
上記の生地材料に、必要に応じて各種材料を加える。主材料4種（穀物粉、酵母、水、食塩）のみで作られたもの、またはほかの副材料の配合が少ないものは「リーン」なパンと呼ばれ、余計な雑味が少なく穀物本来の味が生かされるために主に食事用のパンに用いられる。水は硬水よりも軟水のほうがパンが膨らみやすく良いとされる。塩には味を調えるほか、酵母の活動を遅らせたり、雑菌の活動を抑えたり、グルテンを強固にするなどの作用がある。
このほかの材料はパン作りに必須ではないが、パンの味や仕上がりに大きな影響を及ぼすため副材料としてよく使用される。砂糖、鶏卵、牛乳、バター、オリーブオイル、ラード、ショートニングなどが主に使われる副材料である。こうした副材料を多く配合したパンは「リッチ」なパンと呼ばれ、甘くふっくらと仕上がるため菓子パンなどに多く使用される。また、大規模工場での製造によくつかわれる添加物として上記の他に炭酸水素ナトリウム、ソルビット、乳化剤、イーストフード、臭素酸カリウム、アスコルビン酸（ビタミンC）、グリシン、タンパク質（サケ白子由来、大豆由来、小麦由来など）、着色料、増粘多糖類などがある。
生地以外に、ナッツ類、ドライフルーツ、ジャム、肉類、チーズ、生クリーム、豆類、野菜類、各種調味料などを用いる場合もある。これらは主にパンにトッピングしたり具として中に入れたりして使用する。

### 天然酵母表示問題
「天然酵母」との言葉に対する統一的な定義は無く、現在の日本では野生酵母を使用して製作した物品に対して使用されている事が多い。
「天然酵母表示問題」とは、工場由来の酵母（ドライイースト）やベーキングパウダーでは無く野生酵母を自家採集捕獲し培養した種を使用したパンに天然酵母種あるいは天然酵母などの様に天然を接頭語として使用する事で、
1. 「自然」「安全」「ヘルシー」の優良なイメージ付け
2. 工場由来の酵母が不健康との誤認を誘う表示

が行われている問題である。背景には、日本のパン業界では「製パン用酵母」の呼称として、英語の「イースト」が慣用的に使用され、原料表示している。しかし、野生酵母を独自に採集捕獲し培養してパン製造に用いる伝統的な手法は、優良株に遭遇出来た場合、人為添加していない乳酸菌の作用 と相まって工場由来の酵母とは異なった複雑な美味しさをもったパンが生産出来ることもあるが、劣悪な野生酵母菌株に遭遇すると発酵力が弱く膨らみや風味に欠けるパンになってしまう。従って、品質安定性とコストの面から大量生産を行う工場では不安定な野生酵母は採用されずパン製造に適した株を選抜し純粋培養した「工場由来の酵母」 が使用されているが、この内容を正しく理解している一般消費者は少ない。従って、天然酵母に変わる適切な表示が望まれるとする見解がある。

## 製法の詳細

### パン生地作り
パン生地の作り方としてもっとも単純で古くからあるものは、材料をそのまま一度に混ぜ込んでこねる直捏ね法（ストレート法）であり、現在でも家庭でのパン作りにおいてはこの方法が主流である。これに対し、まず材料の70%程度を捏ねておいて発酵させ中種とし、それに残りの材料を混ぜ込んで作る中種法は、柔らかな生地ができるうえ調整がしやすく、大量生産に向いているため、大手のパン製造業者のほとんどが採用している。粉の20%から40%程度に同量の水と酵母を混ぜ込んでつくる液種法（水種法、ポーリッシュ法）や、一晩おいた中種を新しい生地の10%から20%混ぜて作る老麺法などの方法もある。

### 発酵パンの作り方
酵母で発酵させるパンの製法の一例は、下記の通りである：
1. 強力小麦粉、酵母、砂糖、塩、ぬるま湯を入れて混ぜたパン生地を作る。
2. 生地がしまり、キメが細かくなるまでパン生地をこねる。この過程でバターをパン生地に加える。
3. 暖かいところで30〜40分放置する事で発酵させる（一次発酵）
4. 生地をパン１つ分のサイズに分ける。この作業で堅くなった生地を再びやわらかくする為[19][20]、5分間ほど待つ（ベンチタイム）
5. ガス抜きや成形を行った後生地が1.5倍程度に膨らむまで発酵させる（二次発酵）。一次発酵よりも温度や湿度の制約が厳しいため、オーブンの発酵機能を使ってもよい。
6. 200℃のオーブンで、12分程度焼く

### 製造工程の図解
パンのできるまでの一つの例を以下に図示する。
パンのできるまで
- 1.  酵母と生地を完全に混ぜ合わせる。
- 2.  生地からパン一個分を切り分け、形を整える。
- 3.  棚に生地を入れるためのバスケットを準備する。
- 4.  バスケットに生地がくっつかないようにあらかじめ粉を振っておく。
- 5.  生地を粉を振ったバスケットに置く。
- 6.  生地を暖かな場所に置き発酵させる。
- 7.  生地に切れ込みを入れて成形し、発酵中にたまったガスを抜く。
- 8.  生地を焼き上げる準備が整う。
- 9.  生地をピールの上に乗せる。
- 10. 生地をオーブンの中に入れ、焼き上げる。
- 11. パンが完成する。
- 12. 棚の上において冷却する。

### 製造と供給
パンの市場規模は巨大なものであり、世界のかなりの国において製パン産業が成立している。大手食品企業による工業生産されたパンが大量に供給される一方、地域に密着した中小パン製造業者や、個人経営のベーカリーなど様々な種類の業者が存在する。

### 日本での傾向
日本においては、主食の地位には米飯があったため、パンは主食としてよりもむしろ惣菜や菓子として主に発達した。主食として使用される食パンにおいても、日本人は米飯というきわめて柔らかい主食に慣れていたため、米飯に似せて水分を多くしたやわらかなパンが好まれる傾向にある。

## 表記・語源
日本では、古くは「蒸餅」「麦餅」「麦麺」「焙菱餅」、「麺麭」とも表記したが、現代日本語ではポルトガル語のパン（pão）に由来する「パン」という語を用い、片仮名表記するのが一般的である。フランス語（pain）やスペイン語（pan）でもパンと言い、イタリア語（pane）でパネという。これらはラテン語のパン、食料を意味する「panis：パニス」 を語源とした単語である。日本統治時代に日本語を経由する形で、台湾でも、台湾語、客家語でパンと呼ばれ、韓国でも、韓国語でパン（빵）と呼んでいる。
英語では“Bread”と呼び、いわゆる外来語としてのパンは知られていない。パンは日本では英語と誤解されることもあるが、実際は前述の通りポルトガル語由来の言葉である。英語で bread pan（パン焼き鍋） や pan cake（パンケーキ） があるが、両方ともpanは片手鍋を意味する言葉であり、食品としては通じない。カタカナ語でのブレッドも日本で使われる場合もある。
中国語圏での漢字表記は「麵包」（繁体字: 麪包/麵包、簡体字: 面包）など。

## 歴史

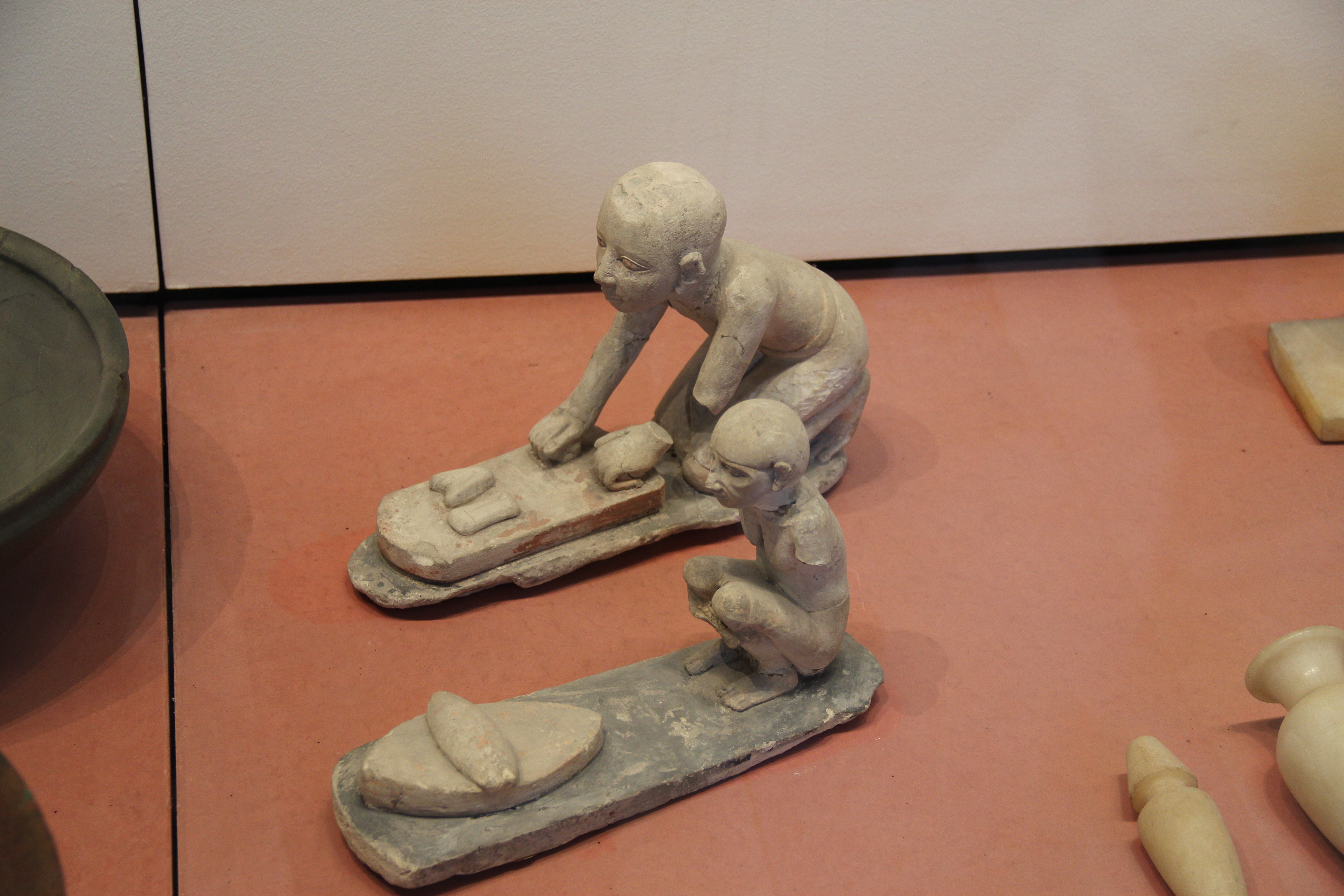
古代エジプトのパン職人の像

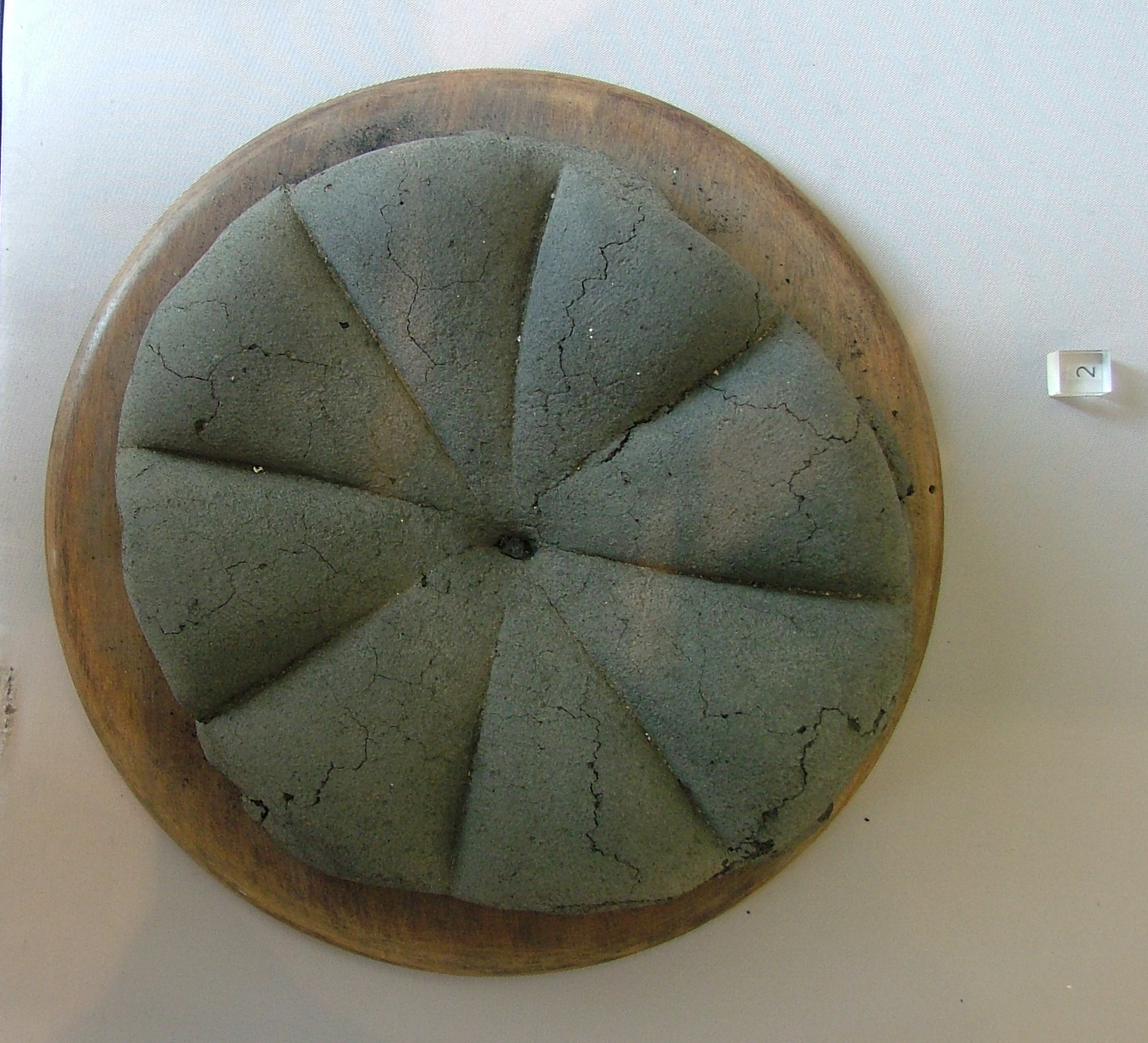
ポンペイで出土したパン

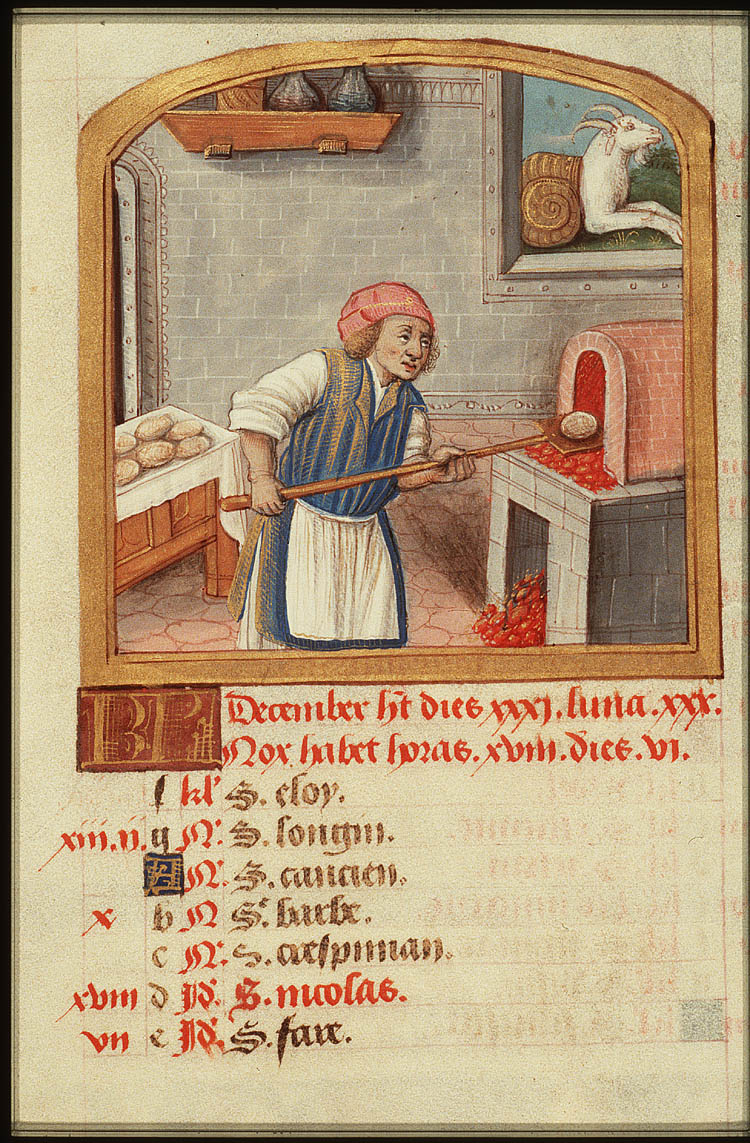
中世のパン職人

人類は農耕・農業を始めるより早く、狩猟採集時代から既に、野生の大麦や小麦やカラスムギ（オーツ麦）などを採取・粉砕してパンを焼いていたと推測される。ヨルダンでは約1万4400年前の暖炉跡から、ピタのようなパンの屑の堆積物が発掘されている。
テル・アブ・フレイラ遺跡で最古の小麦とライ麦が発見されている。麦は外皮が固いため炒ったり、石で挽いて粉状にしたりしたものに水を加えて煮て粥状にして食べ始めたと発掘物から推定される。また、チャタル・ヒュユク遺跡の後期において、パン小麦（寒暖に強いため広範囲で栽培でき、グルテンが多いため膨らますことができる）が発見されている。なお、パン小麦の親が二粒小麦（野生種同士の一粒小麦とクサビ小麦の子）と野生種のタルホ小麦であることを発見したのは木原均である。
トゥワン遺跡（スイス）の下層（紀元前3830-3760）からは「人為的に発酵させた粥」が発見され、中層（紀元前3700-3600）からは「灰の下で焼いたパン」と「パン窯状設備で焼いたパン」が発見されている。粥状のものを数日放置すると、自然の出芽酵母菌や乳酸菌がとりつき、自然発酵をはじめ、サワードウができる。当初これは腐ったものとして捨てられていたが、捨てずに焼いたものが食べられるだけでなく、軟らかくなることに気付いたことから、現代につながる発酵パンの製法が発見されたと考えられている。
パンは当初、大麦から作られることが多かったが、しだいに小麦でつくられることのほうが多くなった。古代エジプトではパンが盛んに作られており、給料や税金もパンによって支払われていた。発酵パンが誕生したのもこの時代のエジプトである。古代ローマ時代になると、パン屋や菓子パンも出現した。ポンペイから、当時のパン屋が発掘されている。すでに石でできた大型の碾臼（ひきうす）が使われていた。ポンペイで出土したパンとほぼ同一の製法・形のパンは現代でも近隣地方でつくられている。この時代から中世までは、パンの製法等には大きな変化はなかった。
ヨーロッパ中世においては小麦のパンが最上級のパンとされたが、特に農民や都市下層住民は小麦に混ぜ物をしたパンやライ麦パンを食べることが多かった。飢饉の際にはさらに混ぜ物の量は多くなった。また、当時は大きな丸いパンを薄く切ったものをトランショワールと称して皿の代わりに使用していたことや、穀物以外の栄養源が不足していたこともあり、15世紀のフランス・オーヴェルニュの貴族はひとりあたり500kgのパンを年間に消費していた。このころにはすでに都市にはパン屋が成立していたが、都市の当局は住民の生活のためにパンの価格を一定に抑えるよう規制を敷いており、このため小麦など原料の価格が高くなると、価格は一定の代わりにパンの重さは軽くなっていったり混ぜ物が多くなったりした。しかし、都市の当局は一般にパンの質に対しても厳しい規制を敷くのが常であった。パンは人々の生活に欠かせないものであり、パン屋のツンフトは肉屋とともに半ば公的な地位を持ち、大きな力を持つことが多かった。この場合のパン屋とは自ら粉を練りパンを焼き上げるまでを一貫して行うもののことで、市民が練った粉を持ち込んで、手間賃をもらってパンを焼くものとの間には明確な格差があった。農村においては領主の設置したパン焼き窯を領民は利用せねばならないという使用強制権が設定されていたが、のちには農村でもパン屋によってパンが焼かれるようになっていった。
18世紀頃からヨーロッパでは徐々に市民の生活が向上し、また農法の改善や生産地の拡大によって小麦生産が拡大するとともに小麦が食生活の中心となっていき、量の面でもライムギにかわって小麦が中心となっていった。その後、大型のオーブンの発明や製粉技術の発達により、大規模なパン製造業者が出現した。19世紀に入って微生物学の発達により酵母の存在が突き止められ、これを産業化して野生の出芽酵母を選抜し製パンに適した菌株を単一培養したイーストを使うことができるようになった。また、酵母の代わりに重曹やベーキングパウダーで膨らませたパンも作られるようになったほか、現代では一連の冷凍→解凍→発酵までの生地の発酵管理に自動温度管理を行う発酵室を用いるなど発酵の技術の向上もみられる。

### 日本
安土桃山時代にポルトガルの宣教師によって西洋のパンが日本へ伝来した。天文12年(1543年)に種子島に漂着したポルトガル船により鉄砲の伝来と共にパンが伝わり、最初のパン屋は肥前国 松浦郡 平戸でイタリア人が開いたといわれる。その後キリシタン禁教令によりパンの製造も禁止され、出島で細々と伝承された。
1712年に成立した百科事典である「和漢三才図会」では「饅頭」の項に「蒸餅すなわち饅頭に餡なきものなり。オランダ人毎に一個を用いて常食となす。彼人呼んでパンという」と記されている。1718年発行の『御前菓子秘伝抄』には、甘酒を用いた酒種法によるパンの製法が「はん仕やう」として記されている 。

「近代のパン発祥の地」の記念碑。日本のパン食文化の発祥の地として、2016年に横浜市綜合パン協同組合（当時の名称）と全日本パン協同組合連合会により、横浜市中区日本大通に設置された。

最初にパン（堅パン）を焼いた日本人は江戸時代の末の江川英龍とされる。兵学に長けていた韮山の代官の江川は、戦場で飯を炊けば煙りが上がり敵に気付かれると考え、兵糧としてのパンの有用性に着目し、長崎の料理人を韮山に招き、1842年4月12日に伊豆の韮山町の自宅でパン焼きかまどを作成し、パンの製造を開始した。1855年に柴田方奄が長崎でパン、ビスケットの製法を習得して水戸藩に報告。1858年、横浜ホテルが誕生し、洋式のパンと料理を提供し、この頃各藩でも兵糧パンの製造を相次いで始める。1859年に欧米諸国との貿易が始まると、幕府は横浜に外国人の日用食料品街「お貸し長屋」を建て、日本人によるパンの販売が始まる。1865年には横浜製鉄所、横須賀造船所等の起工に伴って、フランス人技術者が多数来日しフランス式パン、ケーキが伝えられる。
明治時代に入ると文明開化の波のもとパンも本格的に日本に上陸するものの、米食志向の強い日本人には主食としてのパンは当初受け入れられなかった。北海道の開拓にあたっては土壌が稲作向きでないことから、お雇い外国人の学者の提言により稲作禁止・パン中心の方針が試みられたものの、定着しなかった。そんな中でも1869年には東京京橋の風月堂がパンの販売を始めた。
この状況が変化するのは、1874年に木村屋總本店の木村安兵衛があんパンを発明してからである。これは好評を博し、以後これに倣って次々と菓子パンが開発され、さらにその流れで惣菜パンも発達した。次いで、テオドール・ホフマンが桂弥一（軍人）にパン食を勧めて脚気が治り評判となり、脚気防止のためにパン食導入の流れができた。日本海軍では1890年（明治23年）2月12日の「海軍糧食条例」の公布によっていち早くパン食が奨励されていた（日本の脚気史 参照）。1901年には中村屋が創業、1905年に考案したクリームパンで成功する。日露戦争、第一次世界大戦により軍用パン製造が盛んになり、パン業界が飛躍的に拡大する。また、1915年、田辺玄平がドライイーストを開発。生イーストの管理が不要となり、パン屋の数が飛躍的に増加する契機となった（詳細は丸十製パンを参照）。
1918年（大正7年）、米騒動が拡大すると原内閣がパンの代用食運動を推進。パン食が嗜好品から主食として定着する契機となった。1921年（大正10年）には、日本陸軍において週に一度の割合でパン食が採用されたが、兵からは毛虫のごとく嫌われた。
第二次世界大戦中、戦後のパンは配給制であった。購入には、前月の15日までに配給所に米穀通帳を持参した上でパン購入券、登録券を受け取る必要があり、その場で買えるものではなかった。
戦後、学校給食が多くの学校で実施されるようになると、アメリカ合衆国からの援助物資の小麦粉を使ってパンと脱脂粉乳の学校給食が開始され、これが日本におけるパンの大量流通のきっかけとなった。これにより、1955年以降、日本でのパン消費量は急増していった。
現在、日本において、主に西日本がパン食の割合が特に高く、総務省統計局の家計調査によると、地方別の購入量では近畿地方、都道府県庁所在地と政令指定都市別の購入量では岡山市、購入金額では神戸市がそれぞれ日本一となっている。日本におけるパンの年間生産量は、2005年には食パンが601552t、菓子パンが371629t、そのほかのパンが223344tとなっており、約半分を食パンが占めている。同年の1世帯当たりの年間パン購入量は食パン19216g、そのほかのパンが20725gである。日本のパンの生産量は平成3年に119万3000t、平成23年に121万5000tと、年度ごとにやや増減があるものの総体としてはこの20年ほぼ横ばいが続いている。しかし、主食であるコメの消費量が減少を続けていることから相対的にパンの比重が増加し、2011年度の総務省家計調査においては1世帯当たりのパンの購入金額が史上初めてコメを上回った。
- 日本に定着したパン販売店
（大阪市北区）
- 日本独特の「米粉パン」の一例

## 種類（地域別）
- 茶色パンはヨーロッパやアメリカで一般的である。
- ブレーツェル
- フォカッチャ
- ロゼッタ (イタリアのパン)
- デニッシュ
- ベーグル
- マッツァー
- トルティーヤ
- ロールパン
- ナーン
- 焼餅（シャオビン）
- ポシュカル
- 菠蘿包（パイナップルパン）
- ロティ・チャナイ
- ハッラー。ポーランドのハウカ（chałka）

### フランス
フランス
- パン (Le pain, 400 g のパン、バゲットとともに最も一般的)
- バゲット (La baguette, パンより細くて、250 g)
- プティ・パン（プチパン）(petits pains, 12cmぐらいのミニバゲット)
- デュ・リーヴル（deux livres, 2リーブル）
- フリュート（La flûte, 楽器のフルート）
- ブール (La boule, 玉の形)
- フィセル (La ficelle, 紐)
- バタール (Le bâtard, バゲットと同じ重さで、パンと同じ太さ)
- エピ (L'épi, 麦の穂)
- パン・クーペ (Pain coupé)
- パン・コンプレ (Pain complet, 全粒粉パン)
- パン・ド・ミー (Pain de mie, 食パン)
- パン・ド・カンパーニュ (Pain de campagne)、ミーシュ（Miche）[53][54]。
- パン・ド・セーグル (Pain de seigle)
- パリジャン (Le Parisien)
- ファンデュ (Le fendu)
- リュスティク (Pain rustique)
- パン・オー・ルヴァン (Pain au levain)
- パン・オ・ヌワ (Pain aux noix, くるみパン)
- フーガス (Fougasse, プロヴァンス地方のパン)
- ピサラディエール (Pissaladière, プロヴァンス地方のピザ風のパン)
- パン・ブリエ (Pain brié, ノルマンディー地方のパン)
- ヴィエノワズリ (Les viennoiseries, 菓子パン)
  - クロワッサン (Le croissant)
  - ベニェ (Le beignet)
  - ショーソン・オ・ポム (Le chausson aux pommes, りんごのショソン)
  - パン・オ・レ (Pain au lait)
  - パン・オ・ショコラ (Pain au chocolat)
  - ブリオッシュ (La brioche)
  - パン・オ・レザン (Le pain aux raisins)
  - ガレット・デ・ロワ (La galette des rois)
  - サヴァラン (Le savarin)
  - ババ (baba)
  - クイニーアマン (kouign amann)

- バゲット、小麦・塩・イーストなどに限定した材料で、長い形に成形し、表面をパリっと焼き上げるのが特徴。いわゆるフランスパンの一種。）
- クロワッサン
- ブリオッシュ

### ドイツ
ドイツ
- ロッゲンブロート (Roggenbrot) - ライムギを主原料としたパン
- ヴァイツェンブロート (Weizenbrot) - コムギを主原料としたパン
- ミッシュブロート (Mischbrot) - 主にコムギとライムギを混合したパン
- ブレートヒェン／ゼメル (Brötchen/Semmel) - ハードタイプの小型パン
- カイザーゼンメル (Kaisersemmel) - ブレートヒェンに似た小型パン
- ゾンタークスブロート (Sonntagsbrot)
- ラントブロート (Landbrot) - 田舎風のブロート
- バウアンブロート (Bauernbrot) - 農家風のブロート
- プンパーニッケル (Pumpernickel)
- カルトッフェルブロート (Kartoffelbrot) - パンの素材のうち、小麦粉の一部ないし全部をジャガイモで置き換えたもの。
- ツォプフ (Zopf, ツォプ) - 細長く伸ばした生地を編み上げて成形したコムギパン
- キプフェル (Kipfel, Kipferl)
- ブレーツェル (Brezel, プレッツェル)
- ホルン／ヘルンヒェン (Horn, Hörnchen) - 三日月状に成形されたパン。名前は動物の角を意味する。
- 乾パン (Hartkeks)
- ツヴィーバック
- キューヘレ (Küchle) – 小麦粉・塩・バター・酵母を混ぜ平らにし一晩寝かせ低温で揚げシナモン・粉砂糖をかけ完成となるバイエルン料理。
- シュトレン (Stollen)
- クランスキーソーセージ・パン

### イタリア
イタリア
- グリッシーニ (Grissini)
- パネットーネ (Panettone)
- フォカッチャ (Foccaccia)
- ロゼッタ (Rosetta)、ミケッタ(Michetta)
- ピザ (Pizza)
- パーネ・カラザウ (Pane Carasau)
- パンドーロ (Pandoro)
- スフォリアテッレ (Sfogliatelle)
- チャバッタ (Ciabatta)

### その他のヨーロッパ大陸地域
北欧
- セムラ（スウェーデン）
- シナモンロール（スウェーデン語で kanelbulle。スウェーデン発祥とされ、北欧諸国に広がり、世界各国に広がった）
- デニッシュ（デンマーク）
- クリングル（デンマーク、Kringle）
- クリスプ・ブレッド（北ヨーロッパ）

西ヨーロッパ
- クック・ド・ディナン（ベルギー - 小麦粉と蜂蜜が原料の壁紙に使われる長期保存用のパン）
- ソーダブレッド（アイルランド）

南欧、東欧付近
- エンパナーダ（スペイン）
- ピサラディエール（モナコのパンで、モナコはフランスとほぼ一体化している場所）–薄いパンに、ペースト状に炒めたたまねぎを乗せ、更にその上にアンチョビとブラックオリーブを乗せる）
- ツレキ（ギリシャ - ブリオッシュに似た生地で作る復活祭用のパン）

中央ヨーロッパ及びバルカン半島周辺
- キフリ - 三日月型のロールパン

### イギリス
イギリス
- パン・ロウフ (食パン, 白パン)
- スコーン (Scone)

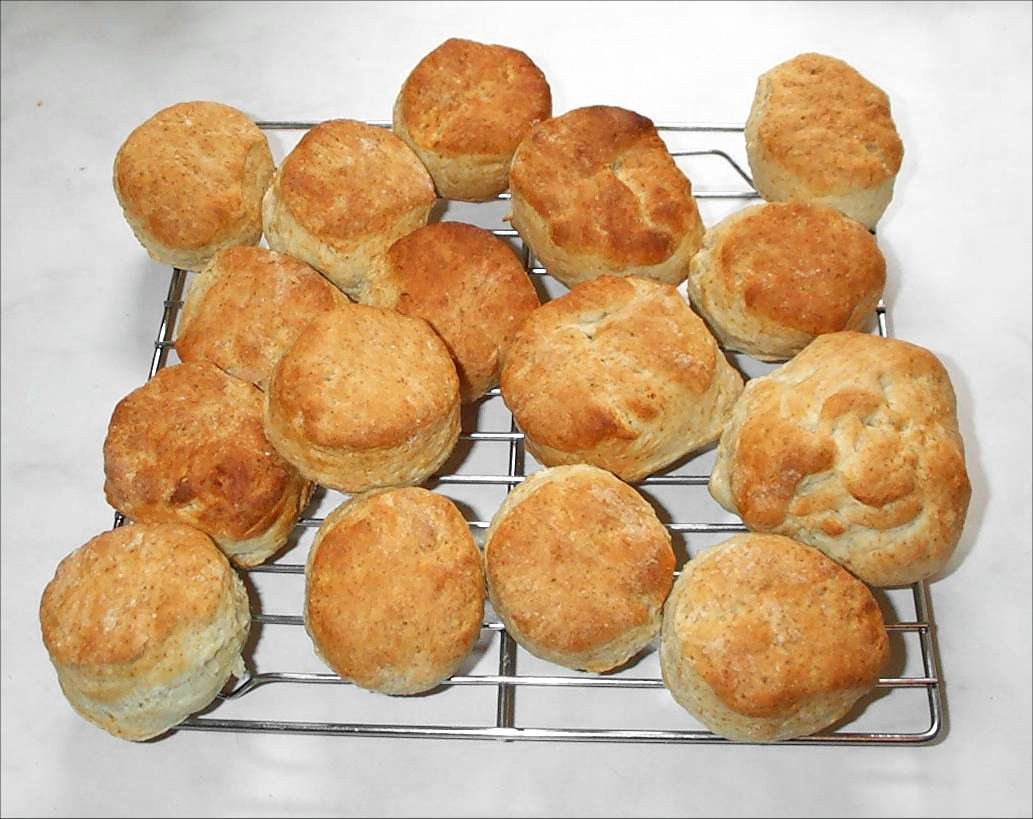
スコーン

  - グリドルスコーン (Griddle scone)
  - ポテトスコーン (Potato scone)
- イングリッシュ・マフィン (English muffin)
- ホットクロスバン (Hot cross bun)
- 茶色のパン（Brown bread）
- クランペット (Crumpet) - ウェールズ発祥とされ、小型のパンケーキに似た生地をオーブンではなく鉄板で焼いたもの
- バノック (スコットランド、Bannock)
- コテージローフ (Cottage loaf）
- コックルブレッド (Cockle bread）
- ロールパン
  - バタリー (Buttery）
  - スカッファラー (Scuffler）
  - マンシェット (Manchet）
  - サリー・ラン (Sally Lunn bun）
  - ストッティケーキ (Stottie cake）
  - バームケーキ (Barm cake）
  - ラーディケーキ (Lardy cake）
- ミルクロール (Milk roll）
- ファール (Farl）
- バラブリス (Bara brith）
- コルストンパン (Colston bun）
- サフランパン (Saffron bun）
- チェルシーバン (Chelsea bun）
- ロンドンパン (London bun）
- アイスパン (Iced bun）
- バスパン (Bath bun）
- ウェルシュケーキ (Welsh cake)
- オートケーキ (Oatcake)
- ドリッピングケーキ (Dripping cake）

### アフリカ大陸
アフリカ大陸
- アエーシ （エジプトで主食として食べられているパン）
- インジェラ Injera（エチオピア、エリトリア）
- ラホーハ Lahoh（ソマリア、ジブチ）
- キスラ（英語版） Kisra（チャド、スーダン、南スーダン）

### 西洋と東洋の境界域
宗教文化も交錯する地域であり、正教会の宗教文化の文脈で食べられるパンと、ユダヤ教の文化の文脈で食べられるパンと、イスラームやアラブの文化の文脈で食べられるパンがある。

#### トルコ
- チョレキ çörek（トルコ - ブリオッシュに似た生地で作る復活祭用のパン）

#### 中近東
中近東
- ナーネ・サンギャク（イラン - 小石の上で焼成するため表面に凹凸がある）
- ピタパン Pita（中近東）
- ホブズ Khubz（中近東）
- ラヴァシュ （中近東）
- シミット （中近東）
- ムタッバク Mutabbaq（サウジアラビア、イエメン）
- ラホーハ Lahoh, Laxoox（イエメン、イスラエル）
- ハッラー Challah（イスラエル）
- マッツァー Matzah（イスラエル）

#### ロシア・東欧NIS諸国
- フリェープ（ロシア語版）（ロシア、Хлеб）
- 黒パン
- ババ（ロシア、ウクライナ、ポーランド）
- ピロシキ（ウクライナ、ベラルーシ、ロシア）
- ブーブリク（ウクライナ、ベラルーシ、ロシア）
- スーシュカ（ロシア）
- チェブレキ（クリミア）
- コールジュ（ウクライナ）
- レピョーシカ（ロシア、Лепёшка）
- カラチ（ロシア語版、英語版） （ロシア，Калач）
- コロヴァイ（ウクライナ語:коровай、ロシア語:каравай, ベラルーシ語: каравай）

これら諸国では「パンと塩」（Bread and salt）を用いて、お客さんの正式歓迎をする。

### 中央アジア
- ナン

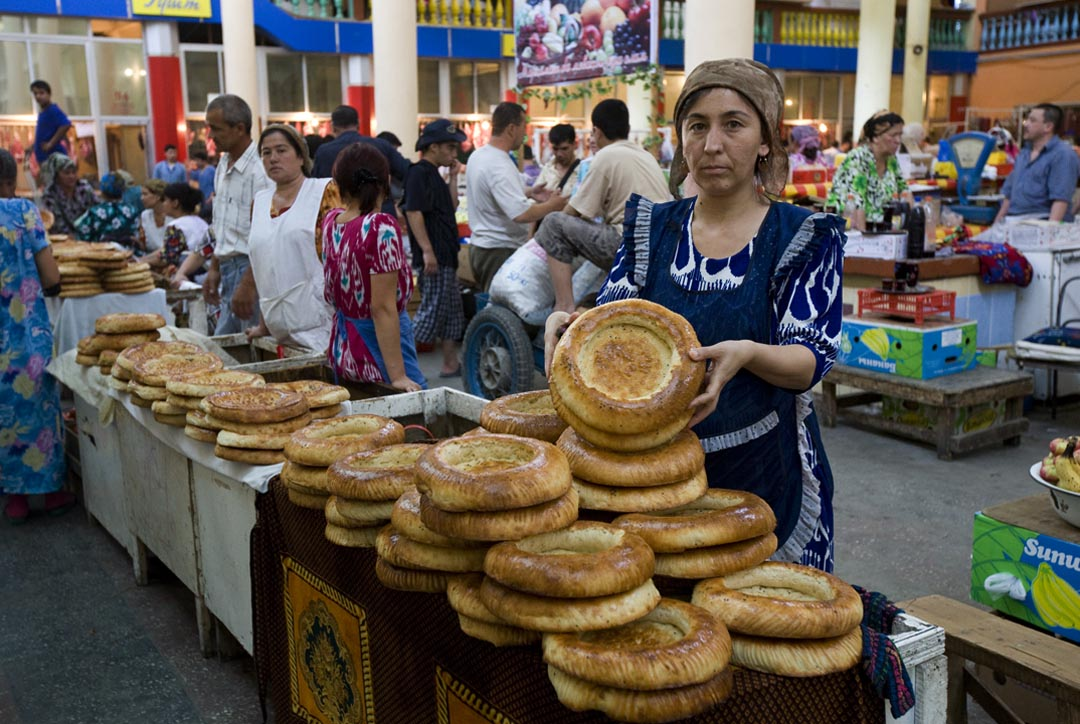
タジキスタンの市場でパンを売る女性

- アビ・ナン（英語版） Obi Non （ウズベキスタン）
- ラチラ Lochira （ウズベキスタン）
- ジリシュ・ナン Jirish non （ウズベキスタン）
- シルマ・ナン shirma non （ウズベキスタンで作られるアビ・ナンは種類があり、これはその一種で厚みがあって小さい。）
- シェルペク Шелпек:shelpek （カザフスタン）
- バウルサク бауырсақ （カザフスタン）
- マンティ Мәнті （カザフスタン）
- タンディール・ナン Тандыр-нан （カザフスタン）
- ファティール・ラフハニー фатир равғанӣ （タジキスタン）
- ベリャシ беляши （タジキスタン）
- エクメク ekmek （トルクメニスタン）
- キュルチェ külçe （トルクメニスタン）
- カトゥラマ katlama （トルクメニスタン）
- チュリョク（ポルトガル語版） çörek （トルクメニスタン）
- イャグルィ・チョリョク Ýagly çörek （トルクメニスタン）
- ヤーリ・チョリョク etli çörek （トルクメニスタン）
- タンドュル＝ペティル・チョリョク Tamdyr petir çörek （トルクメニスタン）
- プイシメ Pishme （トルクメニスタン）
- ポスク possuk （トルクメニスタン）
- マトナカーシュ մատնաքաշ（アルメニア）
- チョレギ（英語版） choreg（アルメニア - ブリオッシュに似た生地で作る復活祭用のパン）
- チョレク çörek（アゼルバイジャン - 平たく伸ばして焼くパンで、ナーンに若干似通った製法が特徴）
- ジュハ（ロシア語版） Juha（アゼルバイジャン - 薄焼きのパン。フラットブレッドに若干似通っている）

### インド・パキスタン
インド
- ナーン Naan（インド、イラン、中央アジア）
- チャパティ Chapati（インド、パキスタン、アフガニスタン）
- プーリー Puri（インド、パキスタン）
- パラーター Paratha（インド、パキスタン）
- ロティ Roti（インド）

### 東南アジア
- バインミー（ベトナム）
- ムルタバッ Murtabak （マレーシア、インドネシア、タイ王国、シンガポール、ブルネイ）
- ロティ Roti （マレーシア、シンガポール、タイ王国）
- ロティ・ビリス Roti bilis （マレーシアの「イカン・ビリス」（サンバル風味の雑魚）入りパン）
- カヤ・ジャムパン Roti kaya （マレーシア、シンガポール、インドネシア）

### モンゴル
- バウルサク （中近東からモンゴルまで食べられている揚げパン）

### 中国
中国
- 饅頭（マントウ）、饃饃（モーモー）
- 焼餅（シャオビン）
- 油条（ヨウティアオ）
- 饢 （ウイグルのナン）、ポシュカル（ウイグル料理の揚げパン）
- 大列巴 (中国東北部のロシア風パン)

香港
- パイナップルパン（ポーローパーウ）

### 朝鮮半島
韓国
- ホットク

### 台湾
台湾の文化はさまざまな起源のものが同居したり混じり合っていることが大きな特徴であり、台湾の食文化も多様で、パンもさまざまなルーツのものがある。
- 太陽餅（タイヤンピン） （台中起源）
- 鳳梨酥（パイナップルケーキ） （台中起源）
- 胡椒餅（フージャオピン） （福州起源）
- 黑糖糕（澎湖起源）
- 牛舌餅（鹿港・宜蘭起源）

台湾のパン職人は、パンづくりの世界的なコンテスト「モンディアル・デュ・パン」で優勝したり上位入賞しており、おいしいパンづくりのノウハウを持っている職人も多くて、台湾の街中にはおいしいパンを提供している店も多い。

### 日本
| - 菓子パン - あんパン - ジャムパン - メロンパン - クリームパン - チョコレートパン - レーズンパン - 味噌パン - 蒸しパン - コロネ - かにぱん - 甘食 - ぼうしパン - ウグイスパン | - おやき - コッペパン - バターロール - 食パン - 米粉パン - 乾パン - 保存パン - 堅パン - 牛乳パン - 揚げパン - カレーパン |

- あんパン
- 日本の食パン
- 日本のカレーパン

### オセアニア
オーストラリア
- ダンパー Damper

### 北アメリカ
カナダとアメリカ合衆国
- ベーグル (bagel, 中東・中欧起源)
- ハッラー (challah, 中東・中欧起源)
- バブカ (Babka, 中東・中欧起源)
- ビアリ (bialy, 中欧起源)
- マッツォ (matzo, 中欧起源)
- シナモンロール (Cinnamon Roll, 北欧・中欧起源)
- ビスケット (biscuit, 英国起源)
- スコーン (scone, 英国起源)
- ピザ (pizza, イタリア起源)
- コーンブレッド (cornbread)
- トルティーヤ (tortilla)
- エンパナーダ（メキシコ）
- フライブレッド (frybread)
- マフィン (Muffin, 英国起源)
- ロールパン

アメリカ合衆国とカナダでは、イーストの代わりに重曹とベーキングパウダーで膨らませた、発酵いらずのパン（速成パン/クイックブレッド）の種類が豊富である。加工パンやサンドイッチの一種のホットドッグやハンバーガーが大量に消費されていて、アメリカの象徴と見なされることもある。
メキシコ
メキシコのパンは、フランスパンなどヨーロッパ各国のパンの影響や、それに加えてアメリカ合衆国のパンの影響を受けていて、非常に多様である。
メキシコのパン

### カリブ諸国・中米・南米
カリブ海諸国
- ロティ Roti （トリニダード・トバゴ）
- シリアン・ブレッド Syrian Bread （ジャマイカ）

中央アメリカ
- バナナパン（Pao de banano。バナナを入れたパン。グアテマラ）[56]
- ホット・チョコレート・パン（グアテマラ）[56]

南アメリカ
- アレパ Arepa（コロンビア、ベネズエラ）
- クニャペ Cuñape（ボリビア）
- サルテーニャ Salteña（ボリビア）
- ポン・デ・ケイジョ Pão de Queijo（ブラジル）
- パン・フォーリャ（ポルトガル語版） (Pão folha) - パンの分類用語の一．この名称は主にブラジルで使用されている。
- エンパーダ empada（ブラジル）
- エンパナーダ empanada（アルゼンチン。ほぼラテンアメリカ全域にあると言えば言える。）
- チョリパン（アルゼンチン、チリなど）

- ポン・デ・ケイジョ

## パンを利用した料理、再加工品
- トースト
  - クロックムッシュ
  - クロックマダム

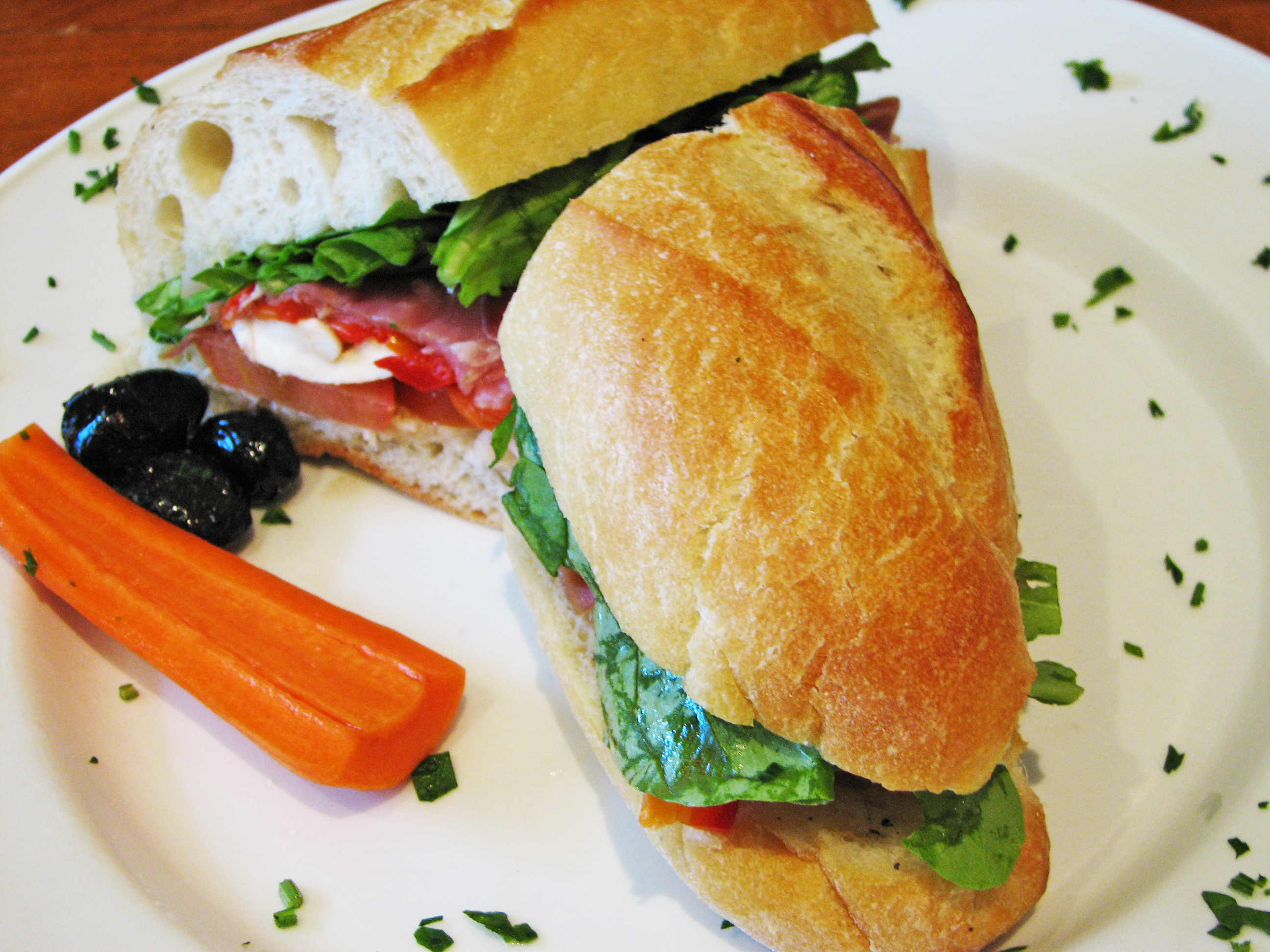
パニーノ

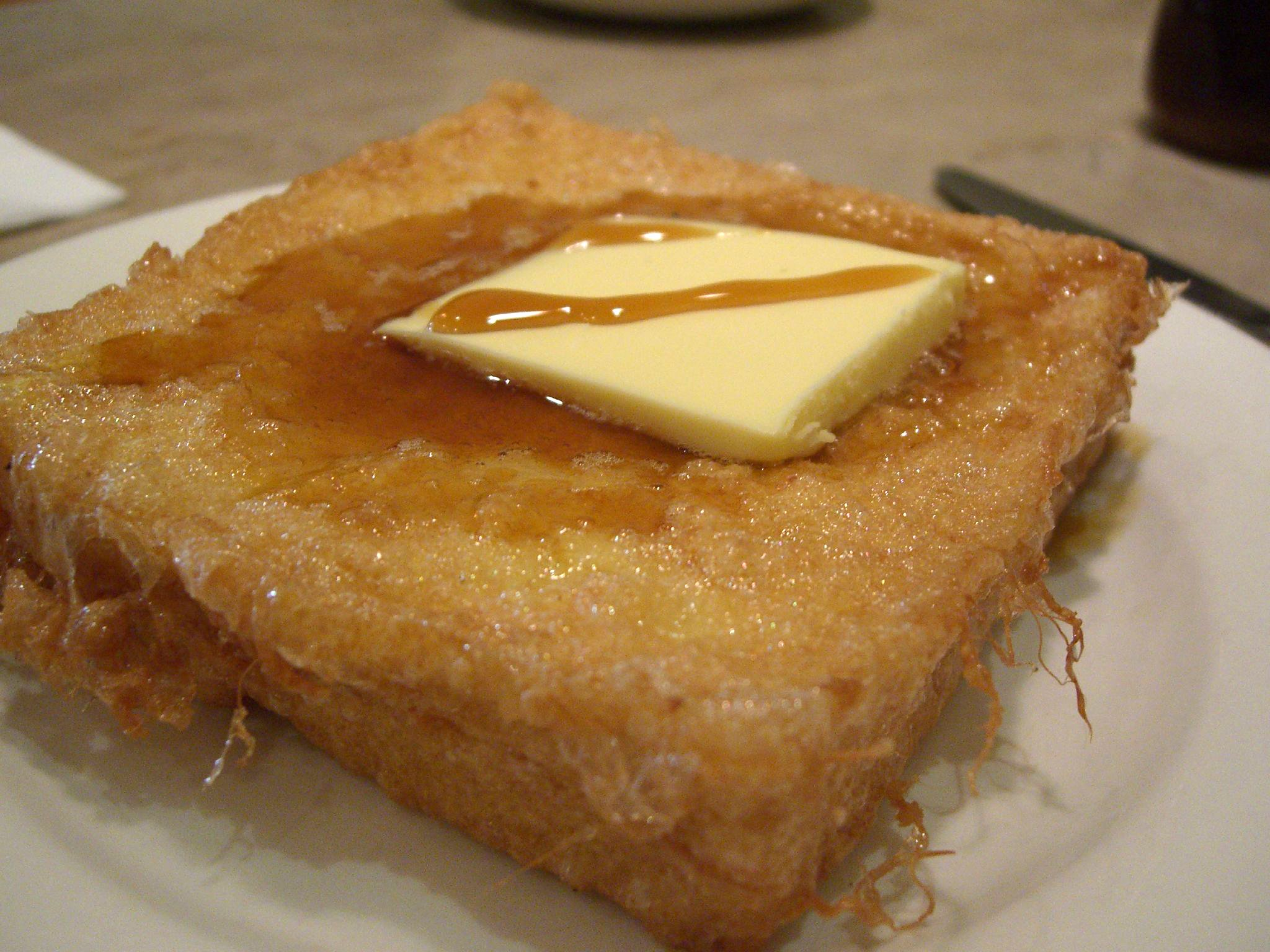
西多士（香港式フレンチトースト）

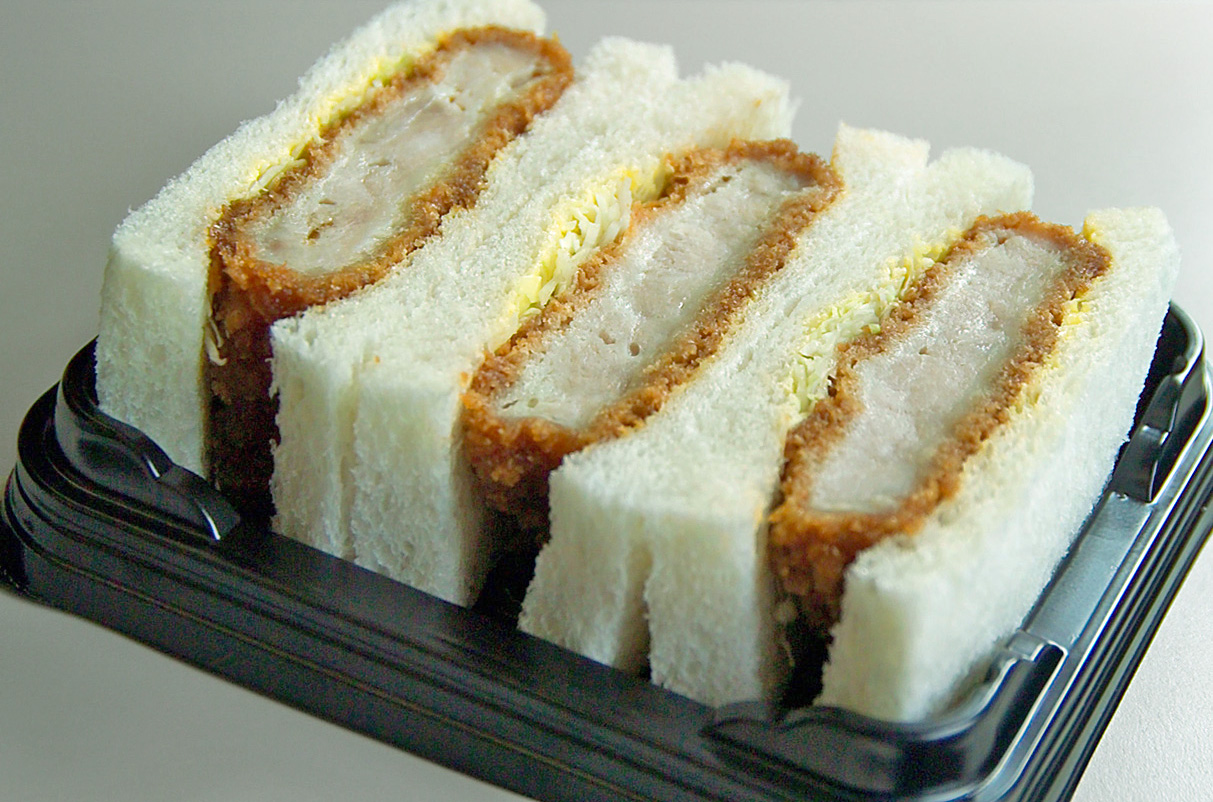
かつサンド

- フレンチトースト Le pain perdu（パン・ペルデュ）（固くなったパンを利用して、卵、牛乳と砂糖を追加して、フライパンで焼く）
  - トリハス
- ハニートースト
- ブレッドプディング
- ラスク
- ソップ（英語版）
- パニーノ (Panino、Panini)
- ハンバーガー
- チビート
- ホットドッグ
- 惣菜パン
  - 焼きそばパン
  - コロッケパン
  - サラダパン
  - 明太フランス
- サンドイッチ
  - クリームサンドパン
- パニーニ
- ハトシ
- カナッペ
- ギロピタ
- タコス
- ブリート
- ガスパチョ
- チーズフォンデュ
- エッグベネディクト
- ミガス
- パン粉
- カスクート

## 日本におけるパン製品の表示
農林物資の規格化及び品質表示の適正化に関する法律（JAS法）、パン類品質表示基準および「包装食パンの表示に関する公正競争規約」に基づき、表示が決められている。
JAS法では、原材料や製造方法に応じて「食パン」「菓子パン」「パン」の3つに区分される。（以下の定義について、パン類品質表示基準 の第2条、第3条の条文を転記する）
第2条
- パン類     
  - 次に掲げるものをいう。
    - 1…小麦粉又はこれに穀粉類を加えたものを主原料とし、これにイーストを加えたもの又はこれらに水、食塩、ぶどう等の果実、野菜、卵及びその加工品、砂糖類、食用油脂、乳及び乳製品等を加えたものを練り合わせ、発酵させたもの（以下「パン生地」という。）を焼いたものであって、水分が10％以上のもの
    - 2…あん、クリーム、ジャム類、食用油脂等をパン生地で包み込み、若しくは折り込み、又はパン生地の上部に乗せたものを焼いたものであって、焼かれたパン生地の水分が10％以上のもの
    - 3…1にあん、ケーキ類、ジャム類、チョコレート、ナッツ、砂糖類、フラワーペースト類及びマーガリン類並びに食用油脂等をクリーム状に加工したものを詰め、若しくは挾み込み、又は塗布したもの
- 食パン
  - パン類の項1又は2に規定するもののうち、パン生地を食パン型（直方体又は円柱状の焼型をいう。）に入れて焼いたものをいう。
- 菓子パン
  - パン類の項2に規定するもののうち食パン以外のもの及び同項3に規定するものをいう。
- その他のパン
  - パン類の項1に規定するものであって、食パン以外のものをいう。

第3条
- 名称、原材料名及び内容量の表示に際しては、製造業者等（加工食品品質表示基準 第３条第１項に規定する製造業者等をいう。）は、次の各号に規定するところによらなければならない。
  - （1）名称
    - 加工食品品質表示基準第4条第1項第1号本文の規定にかかわらず、食パンにあっては「食パン」と、菓子パンにあっては「菓子パン」と、その他のパンにあっては「パン」と記載すること。ただし、その他のパンのうちパン生地を圧延し、これを切断、成形したものを焼いたものにあっては、「カットパン」と記載することができる。

以降略
さらに市販食パンについては、上記公正競争規約による表示内容が決められている。しかし、原料のひとつである酵母をどの様に表示するのかの規定は無い。

## 文化
パンは世界の多くの地域で基本的な食料として重視されていたため、しばしば文化的に象徴性を持った。アブラハムの三宗教においては、象徴として重要であり、宗教儀式に使用される。
聖餐において重要な意味合いを持つ。聖餐は正教会では聖体礼儀、カトリック教会ではミサ、聖公会（アングリカン・チャーチ）やプロテスタントの一部では聖餐式という名で行われ、いずれも重要な意味を持つ。聖餐で用いられるパンはウェハースのような形状で、カトリック教会ではこれをホスチアと呼び、聖餐式で聖別されたパンを聖体という。
ユダヤ教においては安息日やユダヤ教の祝祭日にのみ食されるハッラーと呼ばれるパンが作られている。
ローマ帝国においては社会保障の一環としてローマ市民権保有者のうちの貧困者にパンの原料となる穀物の無料給付が行われており、同じく為政者によって市民に無料で供給された剣闘士試合や戦車競走と並んで、市民を政治から遠ざけるものだとして同時代の詩人ユウェナリスが「パンとサーカス」という表現で批判した。この表現は21世紀の現代においても、為政者による人気取りや愚民政策を批判する語として存在している。
また、フランス革命時に王妃マリー・アントワネットが困窮する民衆に対し「パンがなければケーキを食べればいいじゃない」と発言したとされ、フランス革命時のエピソードとして非常によく引用されるものの、実際にアントワネットがこのような発言をしたという証拠は見つかっておらず、後世の挿話だとされている。
また様々な俗信があり、主食であるパンを粗末に扱うのは縁起が悪く、不幸になるとされる。俗信には次のようなものがある。
- 逆さまに置いてはいけない。また女性がそう置くのは娼婦であることを象徴する。
- ナイフやフォークで刺したり、ナイフの上に置いてはいけない。
- パン生地に十字印を入れると悪霊から守られる。
- パン生地に生理中の女性が触れると膨らまない。パン生地が付いた手で少年が撫でられるとひげが生えなくなる。
- オーブンに2人がかりで入れると争いになる。パンに割れや空洞ができるのは家族の死を暗示する。